# Lamprohiza morio
Lamprohiza morio is een keversoort uit de familie glimwormen (Lampyridae). De wetenschappelijke naam van de soort is voor het eerst geldig gepubliceerd in 1875 door Baudi di Selve.